# Mario Mantovan
Mario Mantovan (Mariano Comense, 8 maggio 1965) è un ex ciclista su strada italiano, professionista dal 1991 al 1996.

## Palmarès
- 1984 (dilettanti)

Coppa Giuseppe Romita
- 1987 (dilettanti)

Gran Premio Agostano
- 1989 (dilettanti)

Coppa d'Inverno
- 1990 (dilettanti)

Targa d'Oro Città di Varese

## Piazzamenti

### Grandi Giri
- Giro d'Italia

1991: 94º
1992: 85º
1995: ritirato (9ª tappa)
- Tour de France

1993: ritirato (7ª tappa)
1994: ritirato (18ª tappa)
- Vuelta a España

1995: ritirato (8ª tappa)

### Classiche monumento
- Milano-Sanremo

1992: 178º